# Casa consistorial de Toledo
La casa consistorial de Toledo es un edificio institucional de la ciudad española de Toledo, sede del Ayuntamiento. Su construcción no se planteó de una manera aislada, sino con vistas a establecer su relación con la catedral, a través de la plaza que vincula a ambos edificios. La reforma de esa plaza y la construcción del nuevo consistorio estarán íntimamente unidos; incluso la propia plaza adoptará el nombre del Ayuntamiento, a pesar de tener edificios tan importantes en su perímetro como la catedral y el Palacio Arzobispal. 

## Historia
La paternidad del nuevo edificio del Ayuntamiento es bastante compleja, ya que el proyecto primitivo sufrió bastantes alteraciones por la lentitud con que se llevaron a cabo las obras. Es muy probable que Covarrubias recibiera el encargo, pero quien realizó las trazas fue Nicolás de Vergara el Viejo. Hasta 1575 no comenzaron las obras. Vergara ya había muerto y sus trazas no fueron utilizadas. Juan de Herrera fue, finalmente, el encargado de dar unas nuevas trazas al edificio, cuyas obras comenzaron por la fachada principal. Más adelante, Vergara el Mozo se hizo cargo de las obras y fue dando las condiciones para que se construyeran diversas partes del edificio según las trazas de Herrera. 
En los primeros años del siglo XVII, la obra estaba parada, a pesar de no haberse acabado la fachada principal. Muerto Vergara el Mozo, Jorge Manuel Theotocópuli, el hijo del Greco, se hizo cargo de la construcción y, en 1612, aportó las trazas para cerrar las torres con chapiteles de pizarra. En 1614 se hizo la escalera y la yesería de las diversas bóvedas, con trazas suyas, así como las dos escaleras de caracol dispuestas para subir a las torres. En 1618 se volvieron a parar las obras, a pesar de que la fachada sur aún no se había llegado a concluir. En el año 1690 se reemprendieron las obras, haciéndose cargo de ellas el arquitecto Teodoro Ardemans, quien las concluyó en 1703. 

## Descripción
Podemos considerar tres grandes etapas constructivas: La primera se corresponde con las obras realizadas por Vergara el Mozo; la segunda, con el período en que intervino don Jorge Manuel Theotocópuli, y la tercera, con los últimos años del siglo XVII y primeros del siguiente, en que actuó Teodoro de Ardemans. 

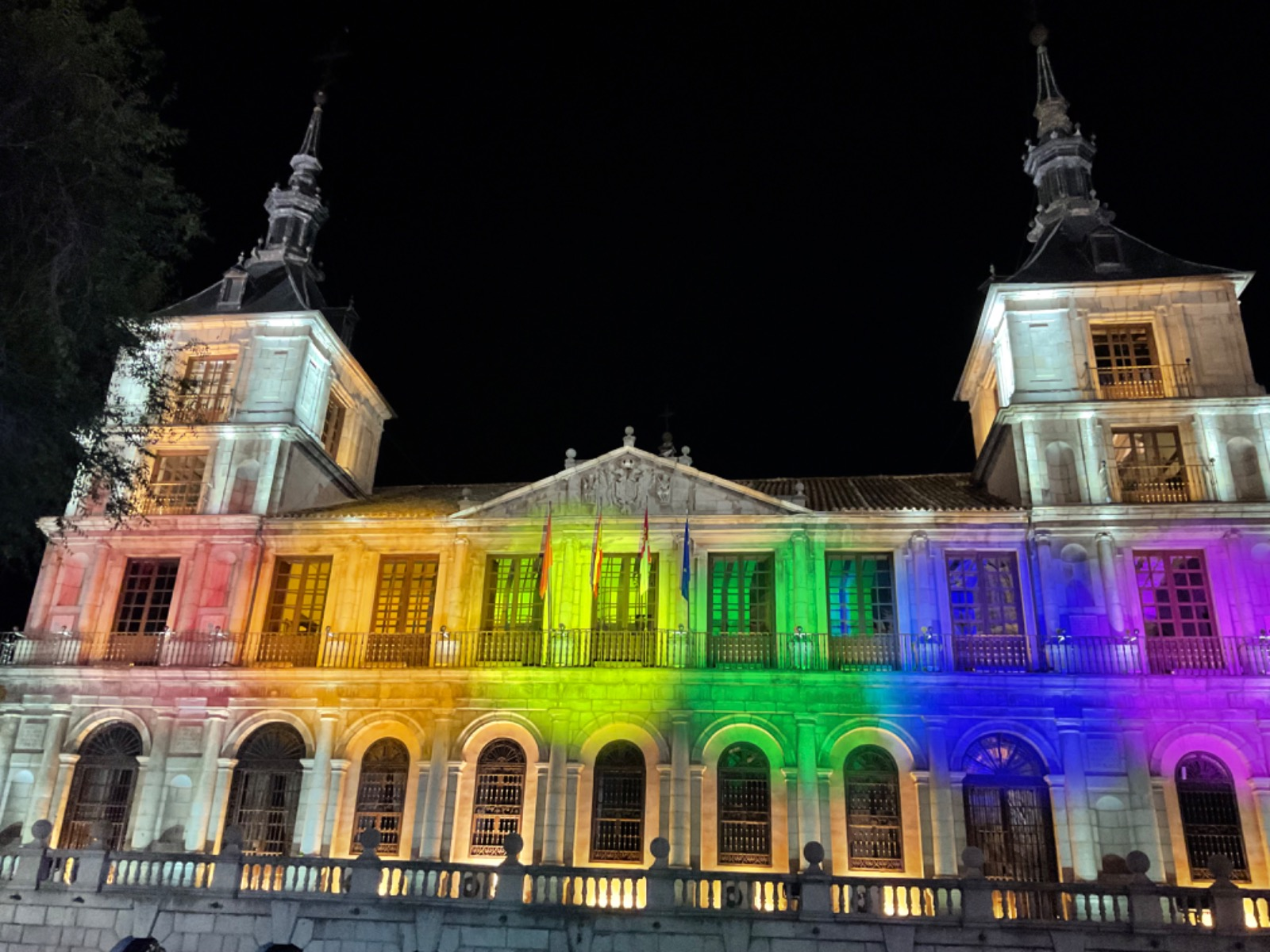
Fachada principal iluminada con los colores del arcoíris durante el mes del orgullo de 2023

La fachada que da a la plaza es el elemento más representativo del edificio, y en ella podemos atisbar el primitivo proyecto de Juan de Herrera, que va a perdurar a pesar de las transformaciones llevadas a cabo por los sucesivos arquitectos. Las escribanías que se había comprometido el Ayuntamiento a construir, en sustitución de las antiguas derribadas, ocupan la parte baja de toda esa fachada. La planta inmediatamente superior también conserva el «paseadero» herreriano. En la tercera planta, Jorge Manuel cambia los arcos herrerianos por un gran balcón, introduciendo grandes aberturas rectangulares, y reduce la altura de este piso, por lo que el aspecto general del edificio se hace achaparrado. Posteriormente, Ardemans elevó las torres y las coronó con un chapitel de pizarra barroco. 
En la fachada norte nos encontramos dos grandes arcos en la primera planta, uno haciendo de puerta principal y otro cerrado. Debido al fuerte desnivel existente entre esta calle y la plaza, en este lateral se ha suprimido todo el basamento y la torre sobresale sólo un piso por encima de los otros tres. Las columnas han sido sustituidas por pilastras. La fachada sur tiene una composición de la torre muy semejante a la de la norte. Debido también al desnivel tan fuerte en esta zona, hay dos plantas de basamento: La que se corresponde con la fachada principal y otra inferior que se desarrolla en parte por debajo de la plaza. La planta en la actualidad ocupa toda la manzana y cuenta con un patio central en torno al cual se distribuyen las diversas oficinas. 
La puerta principal da paso a un zaguán de vastas dimensiones, de donde parte una escalera con decoración barroca. En frente de la puerta de entrada nos encontramos con la sala capitular de verano, que cuenta con pinturas en el techo y un alto friso de azulejos de Talavera del siglo XVIII. Ocupando este piso y el superior, se ha reutilizado una puerta mudéjar correspondiente al edificio anterior. Detrás de esta puerta, en la segunda planta, se encuentra la sala alta capitular, abovedada, que tiene a los pies un pequeño oratorio barroco rematado con cúpula. En esta misma planta, en la fachada sur, se conservan tres habitaciones que debieron pertenecer al antiguo edificio y hoy albergan el Archivo Municipal.